# Антушево (Великоустюгский район)
Антушево — деревня в Великоустюгском районе Вологодской области.
Входит в состав Верхневарженского сельского поселения, с точки зрения административно-территориального деления — в Верхневарженский сельсовет.
Расстояние по автодороге до районного центра Великого Устюга — 66 км, до центра муниципального образования Мякинницыно — 5 км. Ближайшие населённые пункты — Насоново, Удачино, Соболево, Старина, Малиново, Минино.
По переписи 2002 года население — 1 человек.